# Список эпизодов телесериала «Прослушка»
«Прослушка» — американский драматический сериал, созданный Дэвидом Саймоном, премьера которого состоялась в США 2 июня 2002 года на канале HBO, а завершился он 9 марта 2008 года. В течение пяти сезонов шоу было показано 60 эпизодов, плюс 3 дополнительных короткометражных приквела. Продолжительность эпизодов составляет 55-60 минут.
Действие «Прослушки» разворачивается в Балтиморе, Мэриленд; каждый сезон расширяет фокус сериала в различных частях города. В шоу присутствует большой актёрский состав; многие из персонажей присутствуют лишь в одном сезоне. Группа персонажей, в основном из полицейского управления Балтимора, появляются в каждом сезоне.
Шоу доступно на DVD в 1, 2 и 4 регионах.

## Обзор сезонов
| Сезон | Сезон | Эпизоды | Оригинальная дата показа | Оригинальная дата показа |
| Сезон | Сезон | Эпизоды | Премьера сезона          | Финал сезона             |
| ----- | ----- | ------- | ------------------------ | ------------------------ |
|       | 1     | 13      | 2 июня 2002              | 8 сентября 2002          |
|       | 2     | 12      | 1 июня 2003              | 24 августа 2003          |
|       | 3     | 12      | 19 сентября 2004         | 19 декабря 2004          |
|       | 4     | 13      | 10 сентября 2006         | 10 декабря 2006          |
|       | 5     | 10      | 6 января 2008            | 9 марта 2008             |

## Эпизоды

### Сезон 1 (2002)
| № общий | № в сезоне | Название                  | Режиссёр         | Автор сценария                                                              | Дата премьеры   | Зрители в США (млн) |
| --- | ---------- | ------------------------- | ---------------- | --------------------------------------------------------------------------- | --------------- | ------------------- |
| 1 | 1          | «Мишень» «The Target»     | Кларк Джонсон    | Сюжет: Дэвид Саймон и Эд Бёрнс Телесценарий: Дэвид Саймон                   | 2 июня 2002     | 3,70                |
| Эпиграф: "......когда не твоя очередь." - МакНалти На суде по делу об убийстве наркобарона Западного Балтимора, обвиняемый Ди Анджело , племянник Эйвона Барксдейла, заместитель босса Рассел «Стрингер» Белл запугивает свидетеля Накишу Лайлс, заставляя ее изменить свою историю, что приводит к оправданию. Детектив по расследованию убийств Джимми МакНалти нарушает субординацию, жалуясь на неспособность полицейского департамента Балтимора провести расследование чтобы осудить Эйвона Барксдейла. Сержант Джей Ландсман предупреждает Макналти, что его поведение может привести к его переназначению, который признает, что легко заболевает морской болезнью и боится морской пехоты. Баррелл поручает лейтенанту Седрику Дэниэлсу создать группу, которая будет пассивно следить за группой Эйвона. Героиновый наркоман Джонни Уикс избит за попытку обмануть дилеров Барксдейла, что побудило его друга Реджинальда «Бабблза» Казинса, информатора детектива Кимы Греггс , дать ей информацию о них. Ди Анджело понижают в должности до управления малоэтажного района, где он находит тело Уильяма Ганта, другого свидетеля убийства. |            |                           |                  |                                                                             |                 |                     |
| 2 | 2          | «Задание» «The Detail»    | Кларк Джонсон    | Сюжет: Дэвид Саймон и Эд Бёрнс Телесценарий: Дэвид Саймон                   | 9 июня 2002     | 2,80                |
| Эпиграф: "Невозможно проиграть, если не играешь". - Марла Дэниелс Полагая, что Барксдейлы убили Ганта, МакНалти поручил Фелану привлечь его к этому делу. Он и его партнер Уильям «Банк» Морленд арестовывают Ди Анджело и манипулируют им, чтобы он подписал признание, но его адвокат Морис Леви вытаскивает его, прежде чем он сможет дать показания против себя. Бабблс тайно помечает членов банды Барксдейла, продавая им шляпы, и их фотографируют в деталях. Баррелл дает Дэниелсу бесполезных офицеров для заполнения остальных деталей, включая Роланда Призбылевски, который в пьяном виде нападает на торговца-подростка Кевина Джонстона. Дэниэлс поддерживает Роланда, в чем его упрекает жена Марла. Позже он узнает, что Джонстон потерял зрение на один глаз. |            |                           |                  |                                                                             |                 |                     |
| 3 | 3          | «Покупатели» «The Buys»   | Питер Медак      | Сюжет: Дэвид Саймон и Эд Бёрнс Телесценарий: Дэвид Саймон                   | 16 июня 2002    | N/A                 |
| Эпиграф: "Король, оставайся королем». - Ди Анджело Грабитель Омар Литтл и его люди грабят кассу в Яме. Детектив Леандер Сиднор работает там под прикрытием вместе с Бабблсом и обнаруживает, что деньги и наркотики никогда не хранятся у начальства. Главный тесть Призбылевски Стэн Валчек сохраняет ему работу, соглашаясь держать его подальше от улицы. Дэниелс приказывает совершить рейд на Яму, не зная, что Омар ее опустошил, а дилер Марвин Браунинг арестован. Фримон находит плакат о старой боксерской карьере Эйвона, когда становится ясно, что у них нет его фотографий. Макналти узнает от помощника государственного прокурора и частой любовницы Ронды Перлман, что ему нужно доказать, что у него нет возможности клонировать пейджер, и слышит от своего контакта в ФБР Терренса Фитцхью, что Дэниелс в прошлом подвергался расследованию за присвоение денег, полученных от продажи наркотиков. |            |                           |                  |                                                                             |                 |                     |
| 4 | 4          | «Старые дела» «Old Cases» | Клемент Вирго    | Сюжет: Дэвид Саймон и Эд Бёрнс Телесценарий: Дэвид Саймон                   | 23 июня 2002    | N/A                 |
| Эпиграф: "Тонкая линия между небом и здесь" - Бабблс Ландсман заключает сделку с майором Уильямом Роулзом , что МакНалти сможет вернуться в отдел по расследованию убийств с чистого листа, если детали скоро будут завершены. Боди легко сбегает из учреждения, в котором он содержится, и по возвращении бросает вызов Д'Анджело, который хвастается убийством для него бывшей девушки Эйвона Дейдре Крессон - старое дело, которое МакНалти и Банк расследуют и находят ранее незамеченную гильзу . Браунинг предпочитает тюрьму, а не нападение на Барксдейлов. Эйвон назначает награду за команду Омара, а Стрингер задается вопросом, есть ли в Яме крот. |            |                           |                  |                                                                             |                 |                     |
| 5 | 5          | «Пейджер» «The Pager»     | Кларк Джонсон    | Сюжет: Дэвид Саймон и Эд Бёрнс Телесценарий: Эд Бёрнс                       | 30 июня 2002    | 2,97                |
| 6 | 6          | «Прослушка» «The Wire»    | Эд Бьянчи        | Сюжет: Дэвид Саймон и Эд Бёрнс Телесценарий: Дэвид Саймон                   | 7 июля 2002     | 2,98                |
| 7 | 7          | «Арест» «One Arrest»      | Джо Шаппелл      | Сюжет: Дэвид Саймон и Эд Бёрнс Телесценарий: Рафаэль Альварес               | 21 июля 2002    | 4,12                |
| 8 | 8          | «Уроки» «Lessons»         | Глория Муцио     | Сюжет: Дэвид Саймон и Эд Бёрнс Телесценарий: Дэвид Саймон                   | 28 июля 2002    | 3,31                |
| 9 | 9          | «День игр» «Game Day»     | Милчо Манчевский | Сюжет: Дэвид Саймон и Эд Бёрнс Телесценарий: Дэвид Х. Мельник и Шамит Чокси | 4 августа 2002  | 3,42                |
| 10 | 10         | «Издержки» «The Cost»     | Брэд Андерсон    | Сюжет: Дэвид Саймон и Эд Бёрнс Телесценарий: Дэвид Саймон                   | 11 августа 2002 | 4,15                |
| 11 | 11         | «Охота» «The Hunt»        | Стив Шилл        | Сюжет: Дэвид Саймон и Эд Бёрнс Телесценарий: Джой Луско                     | 18 августа 2002 | 3,43                |
| 12 | 12         | «Чистка» «Cleaning Up»    | Клемент Вирго    | Сюжет: Дэвид Саймон и Эд Бёрнс Телесценарий: Джордж Пелеканос               | 1 сентября 2002 | 3,66                |
| 13 | 13         | «Приговоры» «Sentencing»  | Тим Ван Паттен   | Дэвид Саймон и Эд Бёрнс                                                     | 8 сентября 2002 | 3,77                |

### Сезон 2 (2003)
| № общий | № в сезоне | Название                                    | Режиссёр             | Автор сценария                                                        | Дата премьеры   | Зрители в США (млн) |
| ------- | ---------- | ------------------------------------------- | -------------------- | --------------------------------------------------------------------- | --------------- | ------------------- |
| 14      | 1          | «Отлив» «Ebb Tide»                          | Эд Бьянчи            | Сюжет: Дэвид Саймон и Эд Бёрнс Телесценарий: Дэвид Саймон             | 1 июня 2003     | 4,43                |
| 15      | 2          | «Сопутствующий ущерб» «Collateral Damage»   | Эд Бьянчи            | Сюжет: Дэвид Саймон и Эд Бёрнс Телесценарий: Дэвид Саймон             | 8 июня 2003     | 3,50                |
| 16      | 3          | «Горячие уколы» «Hot Shots»                 | Элоди Кин            | Сюжет: Дэвид Саймон и Эд Бёрнс Телесценарий: Дэвид Саймон             | 15 июня 2003    | 2,64                |
| 17      | 4          | «Тяжёлый случай» «Hard Cases»               | Элоди Кин            | Сюжет: Дэвид Саймон и Джой Луско Телесценарий: Джой Луско             | 22 июня 2003    | 4,33                |
| 18      | 5          | «Глубинное течение» «Undertow»              | Стив Шилл            | Сюжет: Дэвид Саймон и Эд Бёрнс Телесценарий: Эд Бёрнс                 | 29 июня 2003    | 3,62                |
| 19      | 6          | «Общий пролог» «All Prologue»               | Стив Шилл            | Сюжет: Дэвид Саймон и Эд Бёрнс Телесценарий: Дэвид Саймон             | 6 июля 2003     | 4,11                |
| 20      | 7          | «Последствия» «Backwash»                    | Томас Дж. Райт       | Сюжет: Дэвид Саймон и Рафаэль Альварес Телесценарий: Рафаэль Альварес | 13 июля 2003    | N/A                 |
| 21      | 8          | «Объявлена тревога» «Duck and Cover»        | Дэн Аттиас           | Сюжет: Дэвид Саймон и Джордж Пелеканос Телесценарий: Джордж Пелеканос | 27 июля 2003    | 3,64                |
| 22      | 9          | «Шальные пули» «Stray Rounds»               | Тим Ван Паттен       | Сюжет: Дэвид Саймон и Эд Бёрнс Телесценарий: Дэвид Саймон             | 3 августа 2003  | 3,04                |
| 23      | 10         | «Штормовое предупреждение» «Storm Warnings» | Роб Бейли            | Сюжет: Дэвид Саймон и Эд Бёрнс Телесценарий: Эд Бёрнс                 | 10 августа 2003 | 3,51                |
| 24      | 11         | «Дурной сон» «Bad Dreams»                   | Эрнест Дикерсон      | Сюжет: Дэвид Саймон и Джордж Пелеканос Телесценарий: Джордж Пелеканос | 17 августа 2003 | 3,70                |
| 25      | 12         | «Порт штормит» «Port in a Storm»            | Роберт Ф. Коулсберри | Сюжет: Дэвид Саймон и Эд Бёрнс Телесценарий: Дэвид Саймон             | 24 августа 2003 | 4,48                |

### Сезон 3 (2004)
| № общий | № в сезоне | Название                                   | Режиссёр        | Автор сценария                                                        | Дата премьеры    |
| ------- | ---------- | ------------------------------------------ | --------------- | --------------------------------------------------------------------- | ---------------- |
| 26      | 1          | «Раз за разом» «Time After Time»           | Эд Бьянчи       | Сюжет: Дэвид Саймон и Эд Бёрнс Телесценарий: Дэвид Саймон             | 19 сентября 2004 |
| 27      | 2          | «При всём уважении» «All Due Respect»      | Стив Шилл       | Сюжет: Дэвид Саймон и Ричард Прайс Телесценарий: Ричард Прайс         | 26 сентября 2004 |
| 28      | 3          | «Мёртвые солдаты» «Dead Soldiers»          | Роб Бейли       | Сюжет: Дэвид Саймон и Деннис Лихейн Телесценарий: Деннис Лихейн       | 3 октября 2004   |
| 29      | 4          | «Хамстердам» «Hamsterdam»                  | Эрнест Дикерсон | Сюжет: Дэвид Саймон и Джордж Пелеканос Телесценарий: Джордж Пелеканос | 10 октября 2004  |
| 30      | 5          | «Выбор» «Straight and True»                | Дэн Аттиас      | Сюжет: Дэвид Саймон и Эд Бёрнс Телесценарий: Эд Бёрнс                 | 17 октября 2004  |
| 31      | 6          | «Возвращение домой» «Homecoming»           | Лесли Либман    | Сюжет: Дэвид Саймон и Рафаэль Альварес Телесценарий: Рафаэль Альварес | 31 октября 2004  |
| 32      | 7          | «Пересмотр приоритетов» «Back Burners»     | Тим Ван Паттен  | Сюжет: Дэвид Саймон и Джой Луско Телесценарий: Джой Луско             | 7 ноября 2004    |
| 33      | 8          | «Мораль» «Moral Midgetry»                  | Агнешка Холланд | Сюжет: Дэвид Саймон и Ричард Прайс Телесценарий: Ричард Прайс         | 14 ноября 2004   |
| 34      | 9          | «Пощёчина» «Slapstick»                     | Алекс Закжевски | Сюжет: Дэвид Саймон и Джордж Пелеканос Телесценарий: Дэвид Саймон     | 21 ноября 2004   |
| 35      | 10         | «Преобразование» «Reformation»             | Кристин Мур     | Сюжет: Дэвид Саймон и Эд Бёрнс Телесценарий: Эд Бёрнс                 | 28 ноября 2004   |
| 36      | 11         | «Второй план» «Middle Ground»              | Джо Шаппелл     | Сюжет: Дэвид Саймон и Джордж Пелеканос Телесценарий: Джордж Пелеканос | 12 декабря 2004  |
| 37      | 12         | «Миссия достигнута» «Mission Accomplished» | Эрнест Дикерсон | Сюжет: Дэвид Саймон и Эд Бёрнс Телесценарий: Дэвид Саймон             | 19 декабря 2004  |

### Сезон 4 (2006)
| № общий | № в сезоне | Название                                    | Режиссёр         | Автор сценария                                                    | Дата премьеры    |
| ------- | ---------- | ------------------------------------------- | ---------------- | ----------------------------------------------------------------- | ---------------- |
| 38      | 1          | «Юноши лета» «Boys of Summer»               | Джо Шаппелл      | Сюжет: Дэвид Саймон и Эд Бёрнс Телесценарий: Дэвид Саймон         | 10 сентября 2006 |
| 39      | 2          | «Закройте на это глаза» «Soft Eyes»         | Кристин Мур      | Сюжет: Эд Бёрнс и Дэвид Миллс Телесценарий: Дэвид Миллс           | 17 сентября 2006 |
| 40      | 3          | «Классные комнаты» «Home Rooms»             | Сет Манн         | Сюжет: Эд Бёрнс и Ричард Прайс Телесценарий: Ричард Прайс         | 24 сентября 2006 |
| 41      | 4          | «Беглецы» «Refugees»                        | Джим Маккей      | Сюжет: Эд Бёрнс и Деннис Лихейн Телесценарий: Деннис Лихейн       | 1 октября 2006   |
| 42      | 5          | «Союзы» «Alliances»                         | Дэвид Платт      | Сюжет: Дэвид Саймон и Эд Бёрнс Телесценарий: Эд Бёрнс             | 8 октября 2006   |
| 43      | 6          | «Предел погрешности» «Margin of Error»      | Дэн Аттиас       | Сюжет: Эд Бёрнс и Эрик Овермайер Телесценарий: Эрик Овермайер     | 15 октября 2006  |
| 44      | 7          | «Быть с другими» «Unto Others»              | Энтони Хемингуэй | Сюжет: Эд Бёрнс и Уильям Ф. Зорзи Телесценарий: Уильям Ф. Зорзи   | 29 октября 2006  |
| 45      | 8          | «Ребята с улицы» «Corner Boys»              | Агнешка Холланд  | Сюжет: Эд Бёрнс и Ричард Прайс Телесценарий: Ричард Прайс         | 5 ноября 2006    |
| 46      | 9          | «Знай своё место» «Know Your Place»         | Алекс Закжевски  | Сюжет: Эд Бёрнс и Кия Кортрон Телесценарий: Кия Кортрон           | 12 ноября 2006   |
| 47      | 10         | «Опасения» «Misgivings»                     | Эрнест Дикерсон  | Сюжет: Эд Бёрнс и Эрик Овермайер Телесценарий: Эрик Овермайер     | 19 ноября 2006   |
| 48      | 11         | «Новый день» «A New Day»                    | Брэд Андерсон    | Сюжет: Дэвид Саймон и Эд Бёрнс Телесценарий: Эд Бёрнс             | 26 ноября 2006   |
| 49      | 12         | «Каждый получает своё» «That's Got His Own» | Джо Шаппелл      | Сюжет: Эд Бёрнс и Джордж Пелеканос Телесценарий: Джордж Пелеканос | 3 декабря 2006   |
| 50      | 13         | «Итоговые оценки» «Final Grades»            | Эрнест Дикерсон  | Сюжет: Дэвид Саймон и Эд Бёрнс Телесценарий: Дэвид Саймон         | 10 декабря 2006  |

### Сезон 5 (2008)
| № общий | № в сезоне | Название                                           | Режиссёр                 | Автор сценария                                                        | Дата премьеры   | Зрители в США (млн) |
| ------- | ---------- | -------------------------------------------------- | ------------------------ | --------------------------------------------------------------------- | --------------- | ------------------- |
| 51      | 1          | «Более менее» «More with Less»                     | Джо Шаппелл              | Сюжет: Дэвид Саймон и Эд Бёрнс Телесценарий: Дэвид Саймон             | 6 января 2008   | 1,23                |
| 52      | 2          | «Неподтверждённые сообщения» «Unconfirmed Reports» | Эрнест Дикерсон          | Сюжет: Дэвид Саймон и Уильям Ф. Зорзи Телесценарий: Уильям Ф. Зорзи   | 13 января 2008  | 1,19                |
| 53      | 3          | «Непричастность» «Not for Attribution»             | Скотт Кекен и Джой Кекен | Сюжет: Дэвид Саймон и Крис Коллинз Телесценарий: Крис Коллинз         | 20 января 2008  | 0,85                |
| 54      | 4          | «Переходы» «Transitions»                           | Дэн Аттиас               | Сюжет: Дэвид Саймон и Эд Бёрнс Телесценарий: Эд Бёрнс                 | 27 января 2008  | 1,28                |
| 55      | 5          | «Реагируя на цитаты» «React Quotes»                | Агнешка Холланд          | Сюжет: Дэвид Саймон и Дэвид Миллс Телесценарий: Дэвид Миллс           | 3 февраля 2008  | N/A                 |
| 56      | 6          | «Аспект Диккенса» «The Dickensian Aspect»          | Сет Манн                 | Сюжет: Дэвид Саймон и Эд Бёрнс Телесценарий: Эд Бёрнс                 | 10 февраля 2008 | 0,74                |
| 57      | 7          | «Принял» «Took»                                    | Доминик Уэст             | Сюжет: Дэвид Саймон и Ричард Прайс Телесценарий: Ричард Прайс         | 17 февраля 2008 | 0,57                |
| 58      | 8          | «Разъяснение» «Clarifications»                     | Энтони Хемингуэй         | Сюжет: Дэвид Саймон и Деннис Лихейн Телесценарий: Деннис Лихейн       | 24 февраля 2008 | N/A                 |
| 59      | 9          | «Поздние издания» «Late Editions»                  | Джо Шаппелл              | Сюжет: Дэвид Саймон и Джордж Пелеканос Телесценарий: Джордж Пелеканос | 2 марта 2008    | 0,71                |
| 60      | 10         | «—30—» «—30—»                                      | Кларк Джонсон            | Сюжет: Дэвид Саймон и Эд Бёрнс Телесценарий: Эд Бёрнс                 | 9 марта 2008    | 1,10                |

### Приквелы
Три короткометражки, действие которых разворачивается до событий сериала, были сняты во время производства пятого сезона. Они были доступны через HBO on Demand во время трансляции финального сезона, и были включены в качестве дополнительных материалов в сборнике сериала на DVD.
- «Когда Банк встретился с Макналти»
- «Молодой Омар»
- «Молодой Проп Джо»